# Rock the House (DJ Jazzy Jeff & the Fresh Prince)
Rock the House è l'album di esordio del duo DJ Jazzy Jeff & the Fresh Prince, pubblicato il 18 marzo 1987.
Dal disco vengono tratti i singoli Magnificent Jazzy Jeff, Touch of Jazz e il più famoso Girls Ain't Nothing but Trouble.
Al momento della pubblicazione l'album non fu molto acclamato, ma ora è considerato uno dei migliori della coppia.

## Tracce
1. Girls Ain't Nothing But Trouble
2. Just One of Those Days
3. Rock the House
4. Taking It to the Top
5. Magnificent Jazzy Jeff
6. Just Rockin'
7. Girls Ain't Nothing But Trouble
8. Touch of Jazz
9. Don't Even Try It
10. Special Announcement